# Luthersk Missions Højskole
Luthersk Missionsforenings Højskole (LMH) i Hillerød blev oprettet i 1923. I begyndelsen fyldte forberedelsen til praktiske uddannelser en stor del af undervisningen. En decideret højskolelinje blev oprettet, og efter 2. verdenskrig begyndte bibelskolelinjen. I 1960'erne ophørte man med de decideret erhvervsrettede linjer. I 1977 begyndte man for første gang med en 10-måneders bibel- og højskolelinje, hvilket var længere end de hidtidige kurser. I hele LMH's tid har man været nært knyttet til Luthersk Mission, og det kristne budskab præger hele skolens virke.
I dag er der 6 linjer i alt: 5-månederslinjen, integrationslinjen, 10-månederslinjen, musiklinje og fokus på global mission. Linjerne fungerer ikke adskilt, men har, ud over den fælles overlappende undervisning, sine særlige fokusområder. I undervisningen fylder bibelfag en del, men også praktiske fag, musik og sport er på skemaet. For tiden (2007) er der ca. 60 elever på et gennemsnitligt hold.

## Forstandere
- Frits Larsen: 1923-1962
- Johannes Christensen: 1962-1970
- Hans Erik Nissen: 1970-2003
- Henrik Nymann Eriksen: fra 2003-2022
- Kristoffer Enevoldsen: fra 2022-

## Ekstern henvisning
- Officiel hjemmeside

- Wikimedia Commons har flere filer relateret til Luthersk Missions Højskole

55°56′41.42″N 12°18′34.72″Ø / 55.9448389°N 12.3096444°Ø